# Zlatý úsvit (politická strana)
Zlatý úsvit nebo Zlaté jitro (řecky Χρυσή Αυγή – Chrysi Avgi) je bývalá řecká krajně pravicová extremistická a neonacistická politická strana. Její kořeny sahají do prosince 1980, formálně se stala politickou stranou 1. listopadu 1993, sídlí v Athénách a jejím současným vůdcem je její původní zakladatel Nikolaos Michaloliakos. V září 2013 ho řecká policie zatkla a obvinila ho ze zformování zločinecké organizace. Média stranu označují za neonacistickou a fašistickou, vedení strany však taková označení odmítá.
V roce 2020 byla strana soudem označena za zločineckou organizaci a její lídři byli odsouzeni ke 13 letům vězení.

## Historie strany
V prosinci 1980 Nikolaos Michaloliakos a jeho přívrženci založili časopis Chrysi Avgi. Michaloliakos se po léta aktivně zapojoval do politiky krajní pravice, kdy se účastnil agresivních demonstrací, a dokonce přechovávání nelegálních výbušnin, za což byl i uvězněn. Ve vězení se setkal s vůdci Řecké vojenské junty. Vydávání časopisu Chrysi Avgi bylo zastaveno v dubnu 1984, kdy Michaloliakos vstoupil do Národní politické unie (EPEN), kde se stal vůdcem mládežnické organizace. V lednu roku 1985 byl ze strany vyloučen a poté založil své hnutí "Lidové národní hnutí - Chrysi Avgi", které bylo roku 1993 registrováno jako politická strana. Na počátku 90. let 20. století se začaly vytvářet neoficiální polovojenské jednotky, které vedl bývalý armádní důstojník Giannis Giannopoulos. V roce 1992 mělo hnutí stabilních 200 členů a Giannopoulosův vliv rostl. Na konci 80. let strana přijala myšlenky novopohanství (a odmítala marxismus a liberalismus coby žido-křesťanské), později však pozměnila ideologii a přijala víru Řecké pravoslavné církve.
První volby, ve kterých strana kandidovala, se konaly v roce 1994. Šlo o volby do Evropského parlamentu, ve kterých získala sedm tisíc hlasů (0,11 %).
Několik členů strany se přidalo do Řecké dobrovolnické gardy (GVG) ve válce v Bosně, která bojovala ve vojsku Srbské republiky. Členové GVG byli zapleteni i do Srebrenického masakru. Někteří z členů strany v GVG byli vyznamenáni Radovanem Karadžićem, vedení strany však oznámilo, že tito jedinci byli ze strany později vyloučeni.
Prvních řeckých parlamentních voleb se strana účastnila v roce 1996. Získala čtyři tisíce hlasů (0,07 %). Roku 1999 znovu kandidovala do Evropského parlamentu, tentokrát ve spolupráci se stranou První linie (PG). Obdržely 48 tisíc hlasů (0,75 %).
V roce 2005 byla strana kritizována za homofobní projevy při průvodu Gay Pride v Aténách. V prosinci téhož roku strana pozastavila svou aktivitu kvůli agresivním srážkám s komunisty. Členové strany měli spolupracovat s dnes již zaniklou stranou Patriotická aliance. V březnu 2007 strana na svém 6. kongresu obnovila svou činnost.
Ve volbách do Evropského parlamentu roku 2009 strana získala 23 tisíc hlasů (0,45%).
V komunálních volbách roku 2010 strana získala jedno křeslo v zastupitelstvu města Atén, kdy získala 5,3% hlasů. V parlamentních volbách z května 2012 se strana dostala do parlamentu. Získala 440 tisíc hlasů (6,97 %) a 21 mandátů. Kvůli povolební patové situaci se musely volby opakovat. V červnových volbách téhož roku strana zopakovala úspěch. Získala 450 tisíc hlasů (6,92 %) a 18 mandátů.
V předčasných parlamentních volbách z ledna 2015 se Zlatý úsvit umístil na třetím místě s 6,28 % hlasů a 17 mandáty. V dalších předčasných volbách ze září 2015 obdrželi 6,99 % hlasů a 18 mandátů.
Dne 7. října 2020 byla strana řeckým nejvyšším soudem odsouzena jako zločinecká organizace, která útočila na migranty a levicové aktivisty. Příznivci hnutí zároveň přisoudil vinu za vraždu protifašistického rappera Pavlose Fyssase v roce 2013.

## Aktivity a postoje
Od roku 1996 strana organizuje skrze svůj Výbor paměti národa (řecky Epitropi Ethnikis Mnimis) každoroční pochod v Aténách. Výbor také organizuje manifestace na výroční řecké svátky, které mají oslavovat řeckou historii. Například v červnu je organizováno shromáždění v Soluni na památku Alexandra Velikého.
V září 2005 chtěla strana organizovat festival s názvem Eurofestival 2005 - Nacionální letní kemp. Kvůli přislíbené účasti od radikálních stran jako jsou Národnědemokratická strana Německa, italská Forza Nuova nebo rumunská Noua Dreaptă byla akce zakázána státem.
Členové strany bývají často spojováni se zločiny z nenávisti proti imigrantům, politickým oponentům a etnickým menšinám. Časté jsou také srážky členů s krajně levicovými nebo anarchistickými příznivci. Různí jedinci také propagují antisemitské názory.
Příznivci strany jsou také občas spojováni s fotbalovými hooligans. Obvykle na stadionech agresivně protestují proti Albáncům, jichž žije v Řecku okolo 650 tisíc.
Externí pozorovatelé popisují sympatie členů strany k myšlenkám, které zastával diktátor Ioannis Metaxas.
V roce 2012 vedly kampaň se sloganem "Jistě, můžeme zbavit tuto zemi špíny", myšleno proti imigrantům. Častým heslem je i "Řecko Řekům".

## Vražda Pavlose Fyssase
V polovině září 2013 byl v Aténách v noci ubodán k smrti hudebník a antifašista Pavlos Fyssas. Z činu je podezřelý člen Zlatého úsvitu, který se podle policie k činu přiznal, ale strana jakoukoli souvislost s vraždou odmítla. Vražda vyvolala v zemi masové protesty. 21. září policie z vraždy oficiálně obvinila 45letého řidiče kamionu Jorgose Rupakiase. 28. září zatkla řecká policie šéfa Zlatého úsvitu Nikolaose Michaloliakose, 3 poslance a 12 dalších členů strany.